# Simple Man (Lynyrd Skynyrd)
Simple Man é um single da banda Lynyrd Skynyrd lançado em 1973.
O single fez muito sucesso e apareceu em vários filmes e séries de tv como no 3° episódio da 5° temporada de Supernatural.